# Paternidad

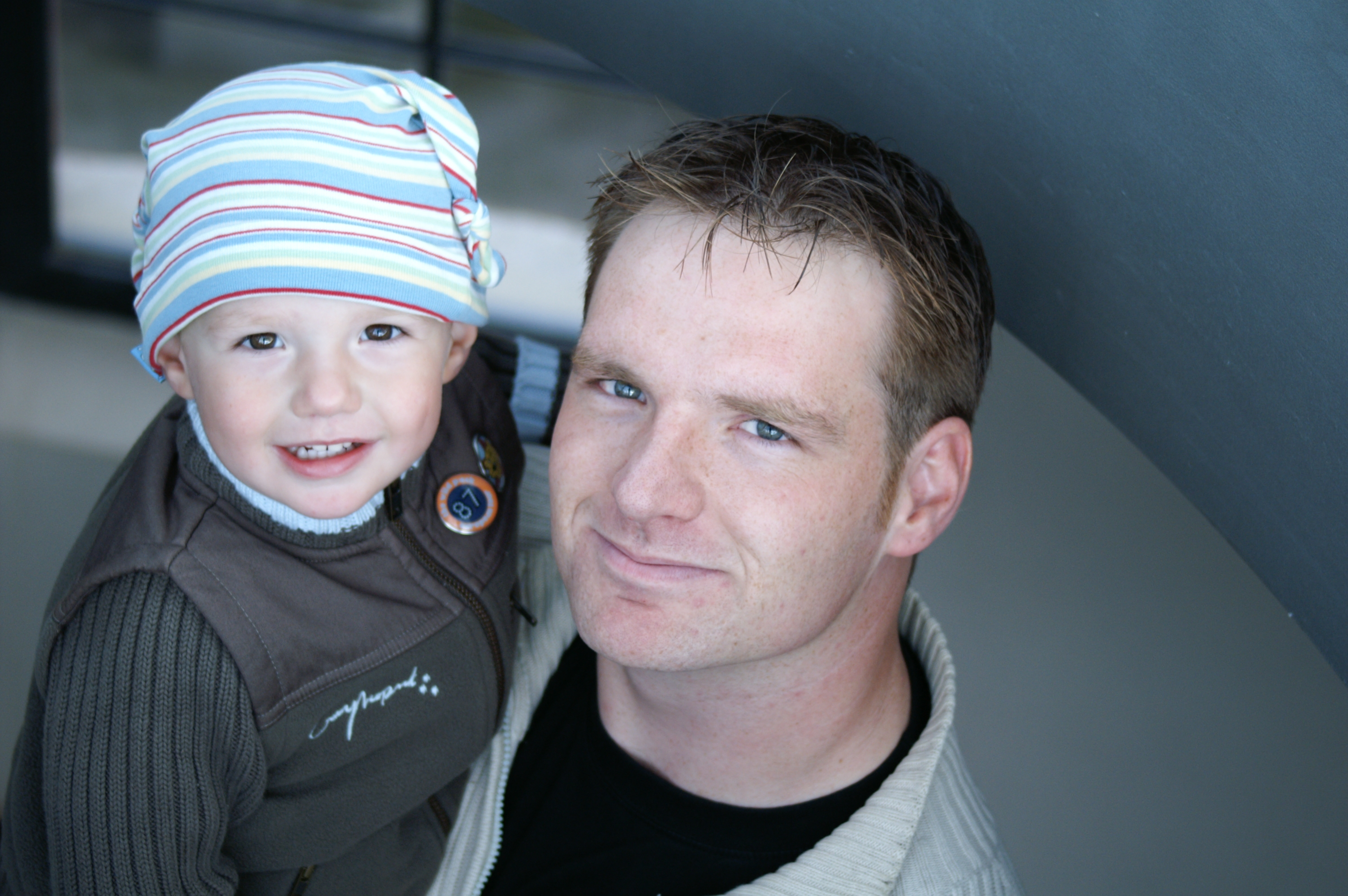
Padre e hijo

La paternidad (del latín paternĭtas, -ātis) hace referencia a la cualidad de padre o progenitor masculino o macho.
En antropología cultural la paternidad es una institución sociocultural de filiación. El concepto de paternidad se ha ido transformando con el tiempo en las distintas civilizaciones y períodos históricos.

## Concepto de paternidad
La CEPAL ha definido la paternidad masculina como la relación que los hombres establecen con sus hijas e hijos en el marco de una práctica compleja en la que intervienen factores sociales y culturales, que además se transforman a lo largo del ciclo de vida tanto del padre como de los hijos o hijas. Se trata de un fenómeno cultural, social y subjetivo que relaciona a los varones con sus hijos o hijas y su papel como padres en distintos contextos, más allá de cualquier tipo de arreglo conyugal.
La función de reproducción es del orden biológico y la compartimos con el reino animal, pero la función paterna es del orden simbólico.
Los animales se reproducen instintivamente pero entre ellos no existe la paternidad dado que existen especies cruzadas que se adoptan mutuamente y mismas especies que se comen a sus crías o procrean con ellas. Por ende la paternidad es una institución humana cuya función excede lo instintual de la reproducción.

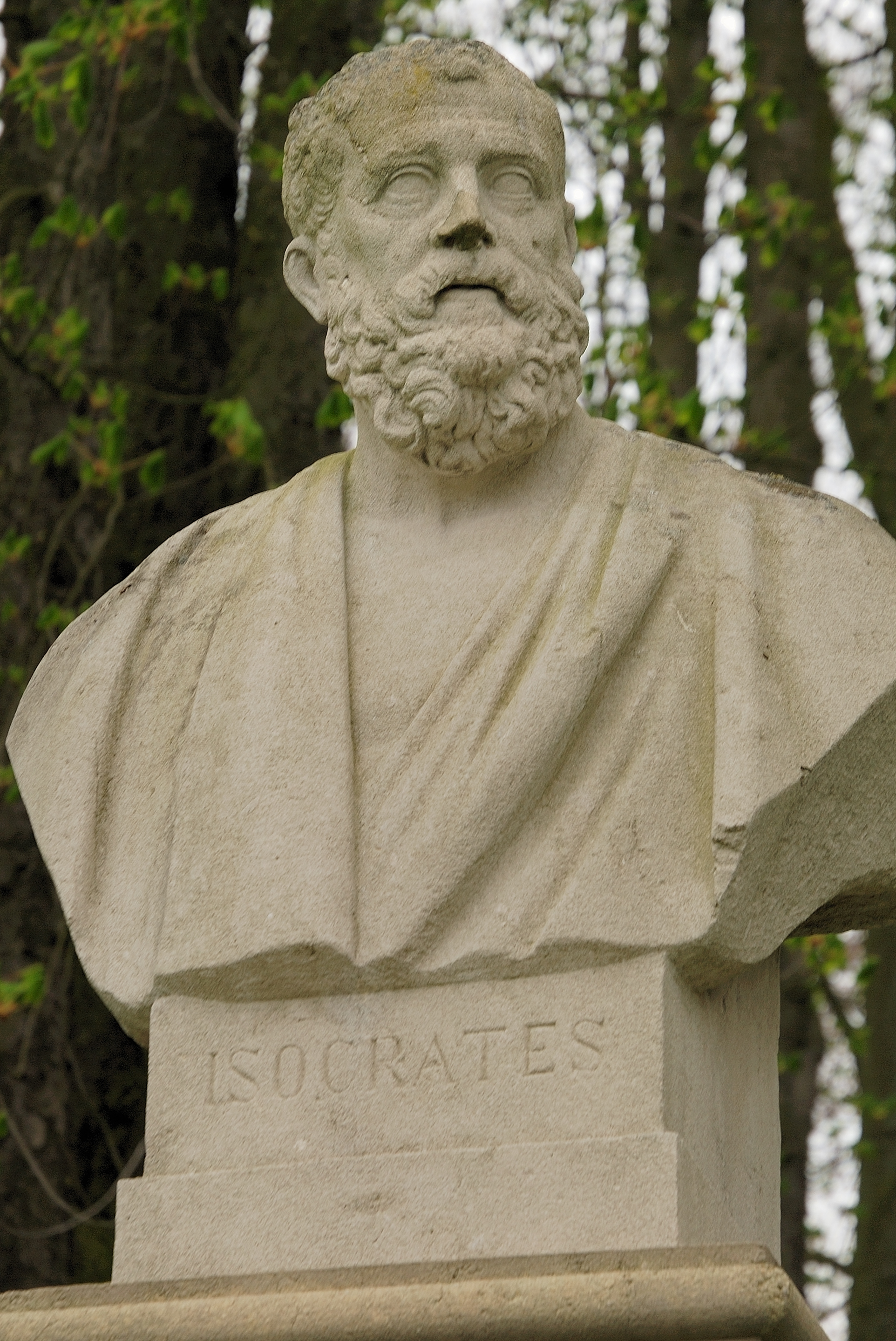
Sócrates, padre de la mayéutica. La paternidad es un concepto que describe al fundador de una corriente de pensamiento.

El hecho de que el padre sea el agente de la procreación no es una verdad de la experiencia directa. Existieron tribus que, a pesar de tener conocimiento de que una mujer no daba a luz si no había tenido un coito unos meses antes, atribuían la paternidad a una fuente, a una piedra, o al encuentro con un espíritu en lugares apartados.
La calificación del padre como procreador no depende del hecho de que el ser humano haya reconocido una cierta consecución entre acontecimientos tan diferentes como coito y parto sino que es un asunto que se sitúa en el nivel simbólico.
Los humanos pueden conocer muy bien que es necesario que un varón se aparee con una mujer nueve meses antes del parto y sin embargo no designar a ese varón como padre, el padre designado puede ser no solo un espíritu o dios sino también un hermano de la mujer, aún sabiendo que no ha tenido relaciones sexuales con dicha mujer.
La palabra engendramiento designa la procreación masculina y no debe confundirse con filiación que es de orden simbólico y jurídico.
La procreación es el hecho de producir y hacer nacer un niño o niña de un varón y una mujer o de gametos masculinos y gametos femeninos.
La simple constatación de la transmisión de los genes nunca fue suficiente para identificar a un padre. Para el discurso jurídico la paternidad nunca se redujo al patrimonio genético y ahora que es posible constatarlo, paradójicamente, muchos menos.
La paternidad incluye una función de autoridad, de cuidado, de protección, de nominación (pues da el nombre o apellido del padre), una función económica (que incluye la manutención de los hijos y la transmisión de los bienes y del patrimonio, del latín Patri=padre y onium= recibido que significa lo recibido por línea paterna, una función social, cultural, educativa (transmisión de saberes, enseñanza de los valores morales) y afectiva.
El varón, a diferencia de la mujer, nunca fue definido por su paternidad o su capacidad de ser padre sino por su trabajo y su posición como productor y ciudadano.
El padre siempre fue incierto y la paternidad menos evidente que la maternidad, sin embargo, a pesar de que solo existía certeza de quien era la madre, los hijos, históricamente, siempre pertenecieron al padre presunto o presupuesto.
Según Monique Schneider

La cuestión política está íntimamente urdida en la problemática sobre la que se apoya la cuestión de la paternidad.

Todas las sociedades occidentales y orientales conocidas en todos los tiempos históricos han sido patriarcales.
La paternidad siempre dependió de la voluntad del padre.
Ha dependido históricamente del consentimiento (o no) del varón hasta la aparición de las pruebas de paternidad mediante el estudio de ADN.

Aun así, en muchos casos continúa dependiendo de la voluntad paterna: en el caso de donación de esperma por parte de un tercero el padre reconocido es el esposo de la mujer inseminada y no el donante. Es decir, quien expresó su voluntad de ser padre lo será, por el contrario el dador del espermatozoide, quien no tiene voluntad ni dona paternidad, no lo será. 

En el caso de una madre soltera el varón no necesita su consentimiento para reconocer al niño. En todo caso será ella quien tenga que realizar una demanda para solicitar una prueba de paternidad y demostrar que ese varón no es el padre biológico del niño.

Un varón puede reconocer como suyo un niño que no es su hijo biológico y ser considerado su padre sin incurrir en delito (no sucede lo mismo en el caso de la mujer que si inscribe un niño ajeno como propio comete un delito grave).
Las dos funciones primordiales de la paternidad, pater y genitor, son las de la nominación y la de la transmisión de la sangre. El fundamento de la definición de paternidad está en el derecho romano.

## El papel del varón en la reproducción
El reparto de roles en la contribución a la fecundación también ha experimentado cambios a lo largo de la historia.
Aristóteles creía que la mujer proporcionaba solamente la materia, que era la menstruación o menstruum, a partir de la cual la forma inmaterial masculina construía el embrión humano. Afirmaba que la semilla masculina actuaba sobre la materia femenina coagulándola formando el embrión.

Explicaba la herencia por el grado de dominancia de la forma masculina sobre la materia femenina: prevalecían las características femeninas allí donde el calor vital del macho era bajo. 

El calor vital, fuente de toda la actividad vital, fue descripto en el De Genestione Animalium como “el espíritu incluido en el semen y en su parte espumosa, y el principio natural que está en el espíritu”. Se producían monstruosidades cuando la materia femenina era defectuosa para el fin en cuestión y resistía a la forma masculina. 

Según Aristóteles, el útero de una hembra fecundada debería contener sangre y semen; según Galeno, una mezcla de semen masculino y femenino. Hipócrates afirmaba que el esperma se derivaba de todas las partes del cuerpo del padre y daba origen a las mismas partes en los hijos.

En la época medieval los varones estaban convencidos de que la simiente femenina no cumplía ninguna función en la formación del embrión. Los teólogos de esa época se preguntaban cual podía ser el riesgo de la descendencia con la emisión de líquidos durante el orgasmo femenino, pero rechazaban de plano cualquier incidencia de la simiente femenina en la procreación o la formación del embrión. 

En el siglo XIII Alberto Magno, de acuerdo con Aristóteles, rechazó la teoría de Hipócrates, defendida también por Galeno, de que ambos padres contribuían a la forma pero siguió a Avicena en sostener que la materia producida por la hembra era una semilla o humor seminalis, distinta de la menstruación que era alimento. 

Alberto Magno creía que la causa de la diferenciación del sexo era que el calor vital masculino era capaz de mezclar el exceso de sangre en semen, dándole la forma de la especie, mientras que la mujer era demasiado fría para efectuar ese cambio sustancial.

Durante siglos se culpó a las mujeres cuando procreaban solo hijas del sexo femenino.

El espermatozoide fue descubierto por Anton van Leeuwenhoek en 1677 gracias al microscopio.
Durante la mayor parte del siglo XVIII duró la controversia entre los ovistas, quienes sostenían con Karl Ernst von Baer que solamente la mujer aportaba todo el embrión y los animalculistas que sostenían que solo los animálculos espermáticos lo generaban y que los hijos heredaban solo los rasgos paternos. 

En la actualidad se sabe que el espermatozoide masculino es el que define el sexo del embrión humano que lleva la mitad de los genes de ambos progenitores.

## Modelos de paternidad
La determinación de los lugares atribuidos al padre o a la madre han sido imposiciones sociales y culturales que también fueron cambiando con el tiempo.
Según las épocas existieron diferentes modelos de paternidad. Con el paso del tiempo la figura del padre fue perdiendo poder en beneficio no de las madres sino de sus hijos, a medida que el concepto de infancia fue cambiando.

### Época prehistórica
En la época de los cazadores-recolectores el mecanismo de reproducción humana era desconocido por los seres humanos. Si bien la maternidad era evidente, no se establecía una relación directa entre la introducción del esperma en el aparato genital femenino y el parto. Dado que el único parentesco conocido era la maternidad, se denomina a estas sociedades matrilineales.
Muchas etnias actuales o recientemente extintas mantienen ideas sobre la paternidad vinculadas a tiempos paleolíticos.
Los aborígenes de Oceanía y Australia, por ejemplo, creen que las relaciones sexuales sirven para preparar a la mujer para entrada del espíritu del niño.
Otro ejemplo de estadio intermedio entre el desconocimiento de la paternidad y la aparición de la pareja monogámica lo constituye la paternidad múltiple. Según esta creencia, para que el feto crezca son necesarias varias aportaciones de semen, no necesariamente del mismo varón. Esta creencia es compartida por diversas culturas en distintos continentes y no vinculadas lingüísticamente. Los primeros en presentar esta teoría fueron Beckerman y Valentine a partir de sus investigaciones en pueblos aborígenes de América del Sur (los pueblos barí y yanomami por ejemplo). Esta idea también está presente en pueblos de Nueva Guinea e India.
Según Jacques Dupuis, el descubrimiento de la paternidad ocurrió hace 6 o 7 milenios (Neolítico), en las sociedades más adelantadas de la mano de la ganadería. Al colocar a los animales en cautiverio, se observó que, en ausencia de machos, las hembras no parían. Esto condujo a un lento proceso de adopción de distintos regímenes patrilineales. A lo largo de dicho proceso, pueden observarse distintos grados de adscripción al patriarcado, en función de otros elementos como la sedentarización, el abandono de la caza y la recolección en favor de la agricultura y la ganadería, la noción de propiedad privada, la guerra, etc.

### Época de la antigüedad clásica

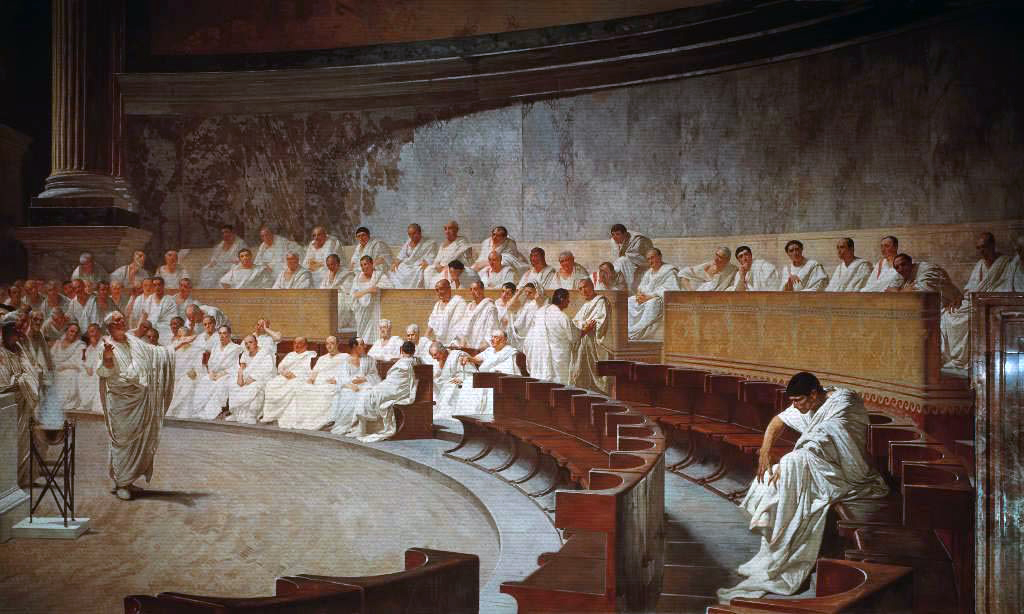
Los patres, las cabezas de las familias patricias, descendientes de los primeros senadores romanos que formaban el grupo social privilegiado

En la Antigüedad clásica coincidente con la Edad Antigua, en la familia patriarcal, dominada por el varón, los hijos nacían en el hogar paterno y la descendencia era patrilineal: los hijos e hijas portaban el apellido paterno exclusivamente. El modelo por excelencia de padre patriarcal era el pater familias romano, que ostentaba el poder absoluto.

La familia del pater familias era un conjunto, una casa, un grupo que incluía a todas las personas libres que formaban el núcleo familiar, sin distinción de edad ni de que hubiesen o no contraído matrimonio, todos los parientes, descendientes, allegados, amigos, las mujeres entradas a la familia mediante el matrimonio y sus descendientes, a los adoptados y arrogados, a los domésticos, esclavos, esclavas y sus descendientes, el ganado, las tierras y todos los objetos de su casa. No todos los varones eran considerados padres de su descendencia, la patria potestas o patria potestad era un privilegio del cual los esclavos estaban privados.
El pater, o «protector», romano ejercía el derecho sobre todos los aspectos de la vida de sus descendientes, poseía el derecho a la vida y la muerte, podía enajenarlos «ius vendendi», abandonarlos o exponerlos «ius exponendi» o entregarlos en «noxa» a la víctima de delito por ellos cometido o «ius noxae dandi», y decidía todo lo referente a la educación de los niños.

El patriarcado denegaba a las mujeres todo derecho emanado del alumbramiento.
El pater era quien autorizaba a las mujeres a amamantar o no a sus hijos.
El niño solo era considerado hijo si era reconocido por el pater, no importaba si era fruto de una relación matrimonial o no. La relación entre biología y filiación no era muy estricta, que fuera el genitor biológico carecía de importancia pues lo que daba el padre era la filiación: solo valía el reconocimiento paterno que se realizaba cuando el pater alzaba en brazos a su hijo. Si no lo hacía, aunque fuera un hijo de su esposa legítima no se lo consideraba padre del niño y su destino era el abandono y la muerte. Este alzamiento podía realizarlo con un niño que no fuera de su propia sangre, como en la «adopción», y los resultados eran los mismos. Podía declararlo heredero y amo de la casa a su muerte aunque tuviera otros hijos nacidos dentro del matrimonio.
El pater familias era el que decidía si un niño recién nacido iba a ser aceptado por la sociedad romana o no. Si el pater no había levantado en brazos, el bebé recién nacido iba a terminar expuesto en un santuario o en un basurero público para que muriera o para que se lo llevara cualquiera, generalmente un mercader de esclavos. En Grecia se exponía con mayor frecuencia a las niñas y en Roma, a los nacidos con algún tipo de malformación o simplemente si el pater no deseaba más hijos (por ejemplo, por problemas de herencia).
El matrimonio era un asunto exclusivo de casta y un problema contractual cuya principal preocupación era garantizar los derechos del padre.
En cambio, a diferencia de los romanos, en la misma época los judíos, los germanos y los egipcios sí conservaban a todos sus hijos. Para los romanos, los bastardos, si no habían sido expuestos, adoptaban el nombre de la madre sin ningún tipo de reconocimiento de la paternidad ni de legitimación. Esto es lo que sucedía, por ejemplo, con los múltiples hijos que el pater tenía con sus esclavas. En cambio, los esclavos libertos adoptaban el nombre de familia de su antiguo amo.

### Época medieval

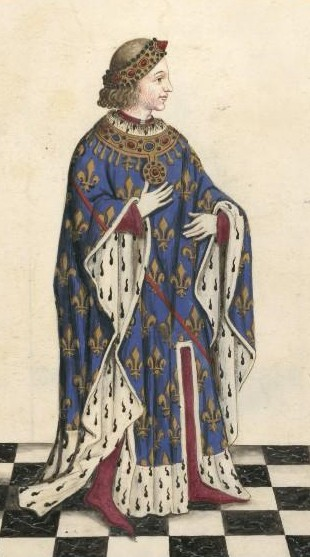
Luis I de Borbón, padre de la Casa de Borbón y la Dinastía Borbón. También se le da el título de padre al ancestro de un linaje.

En la Edad Media con la aparición del padre cristiano convivieron distintos modelos de paternidad según el patrimonio en juego. La estructura familiar de la Alta Edad Media todavía recordaba a la que se manifestaba tanto en la sociedad romana como germánica al estar integrada por el núcleo matrimonial -esposos e hijos- y un grupo de parientes lejanos, viudas, jóvenes huérfanos, sobrinos y esclavos. Todos estos integrantes estaban bajo el dominio del varón -bien sea de forma natural o por la adopción- quien descendía de una estirpe, siendo su principal obligación la de proteger a sus miembros. El padre era el guardián de la pureza de sus hijas como máximo protector de su descendencia. Un ataque al pudor de la mujer, aún con su consentimiento, era una deshonra para su padre. La violación era considerada un atentado contra la autoridad patriarcal, la del padre y no contra el cuerpo de la mujer misma. El adulterio en las mujeres -toda relación sexual sin consentimiento del padre, aun siendo viudas o solteras- era castigado con la muerte. Sin embargo, los germánicos practicaban la poligamia y además de los varones nacían abundantes descendientes de las relaciones sexuales con las esclavas. Las madres no tenían una relación de ternura con sus hijos.
La Iglesia prohibió la poligamia, declaró la indisolubilidad matrimonial (la ley burgundia y la ley romana autorizaban el divorcio) y prohibió el matrimonio entre primos muy frecuente en esa época, aunque recién en el siglo X los dictados eclesiásticos en defensa de la monogamia y en contra del divorcio comenzaron a surtir efecto.
Las religiones politeístas adoraban tanto a dioses masculinos como a dioses femeninos, a padres como a madres pero para el Judaísmo y el cristianismo dios solo era padre. El poder del dios cristiano limitó el poder del pater y apareció la concepción de paternidad espiritual. La figura del padrino en el bautismo se volvió importante. Jesús no engendró hijos y dijo que la ley de la sangre no debe prevalecer sobre la ley del espíritu. A través del padre dios resplandece y la mujer y los niños le deben obediencia y sumisión. Los derechos de dios limitaron los derechos del padre humano y este debía respetar la vida de sus retoños.
En el año 374 la Iglesia prohibió el infanticidio, modalidad característica de la Antigüedad hasta el siglo IV D. C. como método anticonceptivo y fue reemplazado por el abandono como forma peculiar de vínculo paterno-filial entre los siglos IV y XIII, junto con la entrega a las ama de crianza, la cesión en adopción y la internación en conventos o monasterios.

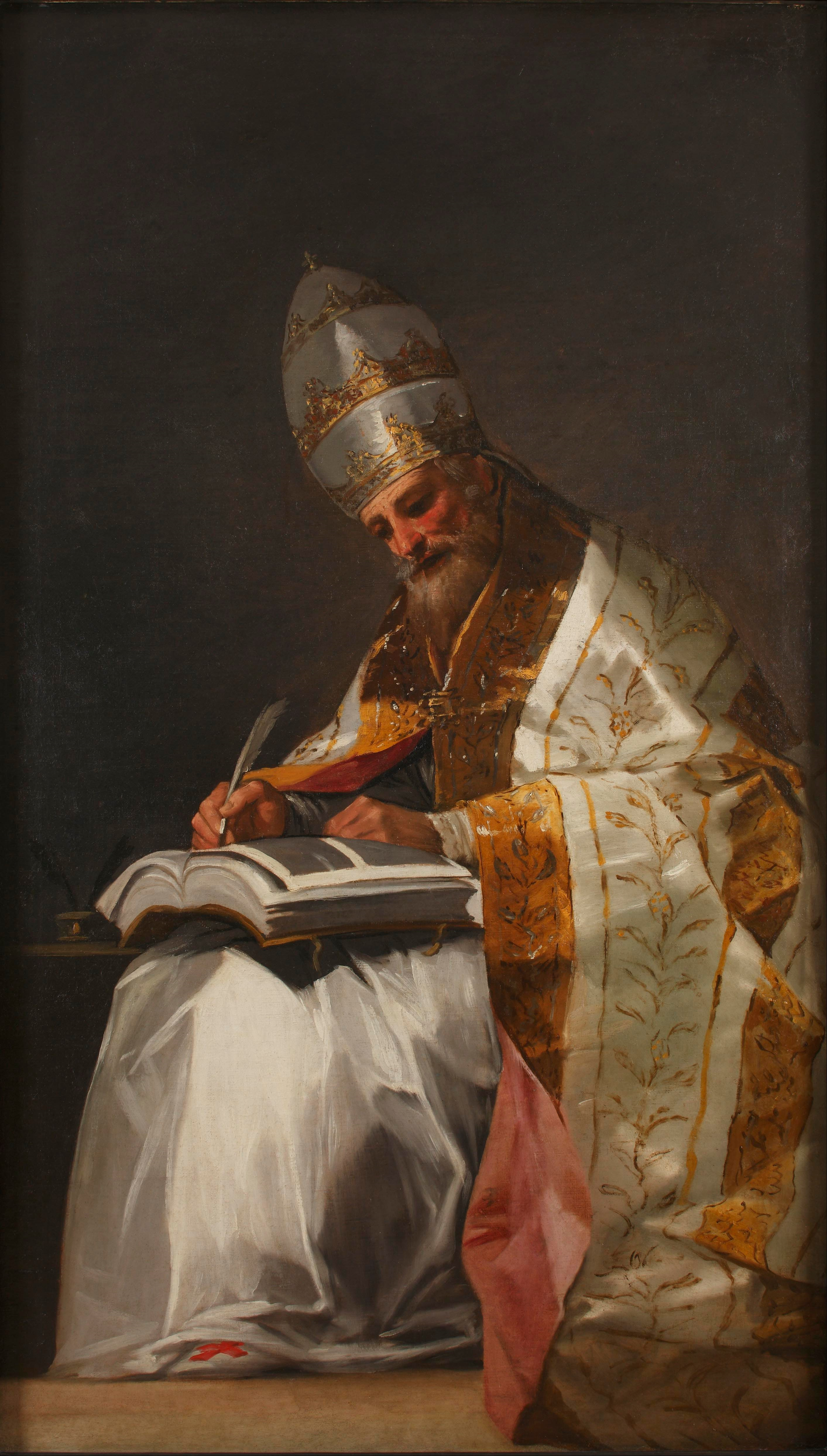
San Gregorio Magno, padre de la Iglesia. Se llama Padres de la Iglesia a los escritores eclesiásticos de los primeros siglos del cristianismo cuyo conjunto doctrinal es considerado fundamento de la fe y de la ortodoxia en la Iglesia.

La paternidad ya no derivaba de la voluntad del varón sino de la voluntad de Dios.
Sin abolir la paternidad adoptiva el cristianismo privilegia la paternidad biológica o de sangre, el padre toma posesión de su hijo sobre todo porque se semen marca su cuerpo y porque le da un nombre u apellido.
Pero esta paternidad biológica solo tiene valor si se corresponde obligatoriamente con una función simbólica. Con el cristianismo solo era declarado padre quien se sometía a la legitimidad sagrada del matrimonio. Los niños concebidos por fuera del matrimonio, aunque tuvieran lazo de sangre, comenzaron a ser considerados bastardos y no pertenecientes a ninguna familia.
El derecho a la filiación en su categoría de oposición legítimo-ilegítimo desvalorizando al hijo natural en beneficio del hijo legítimo fue una inclusión de la Iglesia cristiana.
La paternidad era un efecto de la ley y se establecía por el solo hecho de que la mujer con que el varón estuviese casado pariera un hijo.
Esta regla persiste hasta nuestros días en muchos países, y es preciso hacer un juicio por paternidad si es necesario modificarla. Por ejemplo: el artículo 312 del código civil belga dice que
«El niño concebido durante el matrimonio tiene por padre al marido».
Esta presunción de reputar al marido como padre de los hijos de su mujer nacidos durante el matrimonio es una regla de moralidad familiar. Esta regla de moralidad sustituye lo que anteriormente existía como las revisaciones periódicas de la mujer por parte de las parteras designadas por el marido en el derecho romano, el depósito de la mujer en la «casa honesta», el derecho a «la custodia del vientre», mediante el cual se colocaban guardias en la puerta de la habitación de la mujer y la disposición en el Digesto o «Digestum», del 533, Libro 25, tit 3 L.1, sobre
las tres luces que debían quedar siempre encendidas en la habitación
de la madre a fin de evitar la sustitución del hijo.
Entonces, en la Edad Media el padre le transmitía a su hijo un doble patrimonio: el de la sangre y el del nombre, que le atribuía una identidad en ausencia de toda prueba biológica y de cualquier conocimiento del papel respectivo de los ovarios y los espermatozoides en el proceso de la concepción. La transmisión del nombre del padre tenía diferentes modalidades: se transmitía el apellido, se le daba al primogénito el mismo nombre de pila que su padre o su abuelo o su padrino. Solo la nominación simbólica permitía garantizar al padre que era el progenitor de su descendencia. El padre solo era un procreador en tanto padre de la palabra.
La sociedad de la Baja Edad Media siglo XI era jerárquica y el modelo de paternidad dependía de la clase social. El destino del niño dependía de su padre.
Los padres no solo tenían el poder de reconocer a sus hijos sino, lo más importante, el poder de no reconocerlos.
•	El modelo aristocrático otorgaba gran importancia al linaje, el patrimonio, los títulos nobiliarios, los privilegios y el honor que se heredaban. El noble no se ocupaba de sus hijos sino que los confiaba a preceptores y educadores especializados y mantenía económicamente también a sus hijos bastardos.
•	En el modelo campesino el patrimonio era el pequeño terruño, símbolo de libertad y dignidad. Los niños rara vez eran criados por su padre biológico. Engendraban muchos hijos y, a pesar de las campañas de la Iglesia, el infanticidio continuaba camuflado en accidentes.
•	Con el surgimiento de la burguesía el modelo de paternidad en la ciudad era el de los artesanos, comerciantes y los profesionales liberales. En ese modelo lo que transmitía el padre era un oficio, una profesión, un saber, un talento. El padre trabajaba en casa y compartía algo de tiempo con sus hijos, pero le estaba vedado expresar sus sentimientos porque la ternura era vista como signo de vulnerabilidad o debilidad.
En los siglos XV y XVI, en la época del Renacimiento el amor ya era considerado un derecho natural por lo que los hijos bastardos eran llamados «hijos del amor». Leonardo da Vinci, Giorgione, el Aretino, los Borgia eran tan hijos del amor como Bocaccio.

### Época moderna

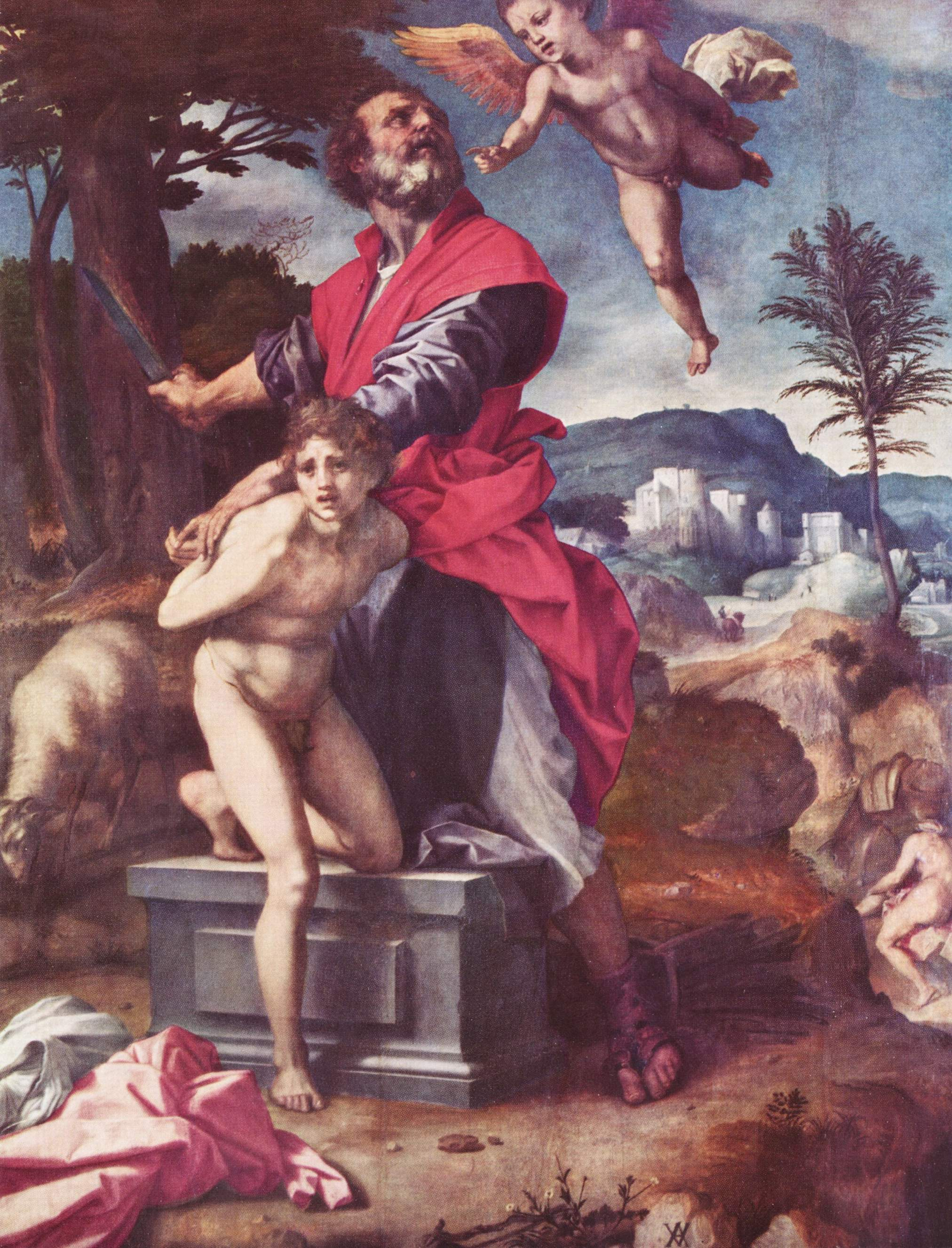
Abraham, cuyo nombre significa padre de muchos pueblos, es considerado el padre y fundador del judaísmo. Jehová, para probar su fe, le ordenó el sacrificio de Isaac, su primogénito, pero un ángel se lo impidió y en su lugar le dio un carnero. Jehová le dijo entonces que por no haberle rehusado su único hijo multiplicaría su descendencia como las estrellas del cielo y en su simiente serían benditas todas las naciones de la tierra. Génesis 22:1-19

En la Edad Moderna, coincidente con el Antiguo Régimen, existían muchísimos niños huérfanos que eran criados en orfanatos o por sus tíos o vecinos.
En el siglo XVI la jerarquía garante del orden era primero Dios, luego el Rey y luego el padre. Varones menores de 30 y mujeres menores de 25 dependían jurídicamente del padre para casarse, entrar al convento o disponer de sus bienes. El padre decidía los matrimonios, exigía respeto y obediencia y podía enviar a sus hijos varones a prisión y a las mujeres al convento si lo desobedecían.
Para Jean Bodin la familia debía perpetuar la soberanía del padre.
En el siglo XVII el niño comenzó a entrar en contacto con la vida afectiva del padre pero los manuales de instrucción infantil recomendaban los castigos corporales frecuentes como modo de dominar la voluntad de los niños, para evitar la insubordinación y sus malas inclinaciones.
En la concepción de autoridad paterna sostenida por Thomas Hobbes el poder del padre no es natural sino construido y lo ejerce a la manera de un pequeño rey en su casa.
El sistema de la patria potestad comenzó a ser cuestionado recién en el llamado Siglo de las Luces, siglo XVIII, cuando aparecieron las primeras leyes que se oponían al despotismo brutal del padre a partir del asesinato durante la Revolución francesa del soberano-padre que esclavizaba a sus hijos desde hacía mil trescientos años. Decía el código:
```

```

“La voz imperiosa de la Razón se ha hecho oír, ya no hay patria potestad, establecer los derechos por coerción es engañar a la naturaleza”.

La Revolución francesa asesinó simbólicamente al padre al decapitar al Rey-Padre Luis XVI y promulgó leyes que limitaron el poder de los padres varones. La subordinación de los hijos ya no era ilimitada.

La Revolución francesa abolió las diferencias de clase y proclamó la igualdad de los hombres. Aparecieron los primeros movimientos feministas. En algunos países europeos la Iglesia se separó del estado. La abolición de la monarquía autoritaria o monarquía absoluta dio lugar a una nueva forma de organización patriarcal. Apareció la noción de sentimiento o amor paternal y maternal.

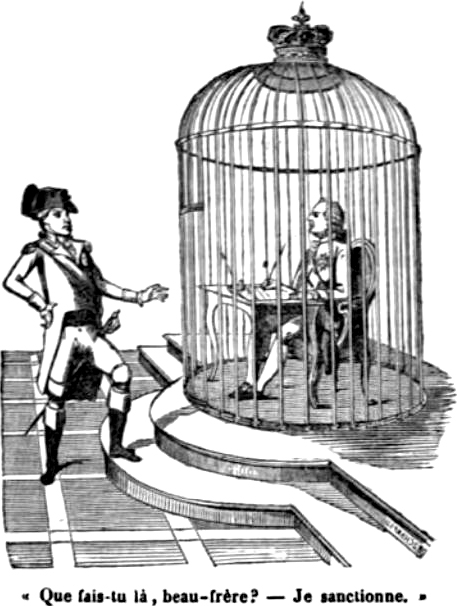
Caricatura del de Luis XVI.

A partir de las modificaciones en las concepciones de la infancia, el padre comenzó a tomar contacto con sus hijos de otra manera. El nacimiento de la pediatría redujo los castigos físicos y la mortalidad infantil. El control, sobre los hijos se volvió más mental e intrusivo que físico. Los niños comenzaron a ser criados por sus padres y amamantados por sus madres y los castigos físicos comenzaron a ser reemplazados por el confinamiento o el encierro a oscuras o la negación de los alimentos.
Después de la Declaración de los Derechos del Hombre y del Ciudadano el padre pasó a ser un padre sometido a la ley y respetuoso de los derechos adquiridos. El matrimonio dejó de ser un pacto indisoluble garantizado por la presencia divina y se convirtió en un contrato libremente consentido entre un varón y una mujer. Apareció por primera vez la idea de que los niños tienen derecho a tener una familia, sean nacidos o no dentro del matrimonio.
En las colonias españolas, el matrimonio era el único camino abierto a la mujer, para lo cual tener una dote era fundamental. El padre decidía los casamientos y tenía el derecho de desheredar a quien lo contradijera.
En Francia, muchos reaccionaron contra la revolución buscando restaurar el buen orden político real del Padre Rey.
En El contrato social Jean-Jacques Rousseau decía que la familia era el primer modelo de las sociedades políticas, el jefe era la imagen del padre, el pueblo era la imagen de los hijos.
Honoré de Balzac dijo que al cortarle la cabeza al rey Luis XVI de Francia la Revolución francesa decapitó a todos los padres de familia. Apareció en la sociedad una preocupación por la pérdida de los valores tradicionales. Se hacían caricaturas irrespetuosas de Luis XVI. Ya no se temía ni se respetaba al padre. La familia se hallaba en peligro y se temía por su disolución.
En el siglo XIX, con la restauración de la monarquía francesa por Napoleón se intentó restaurar la autoridad del padre y el poder paterno.

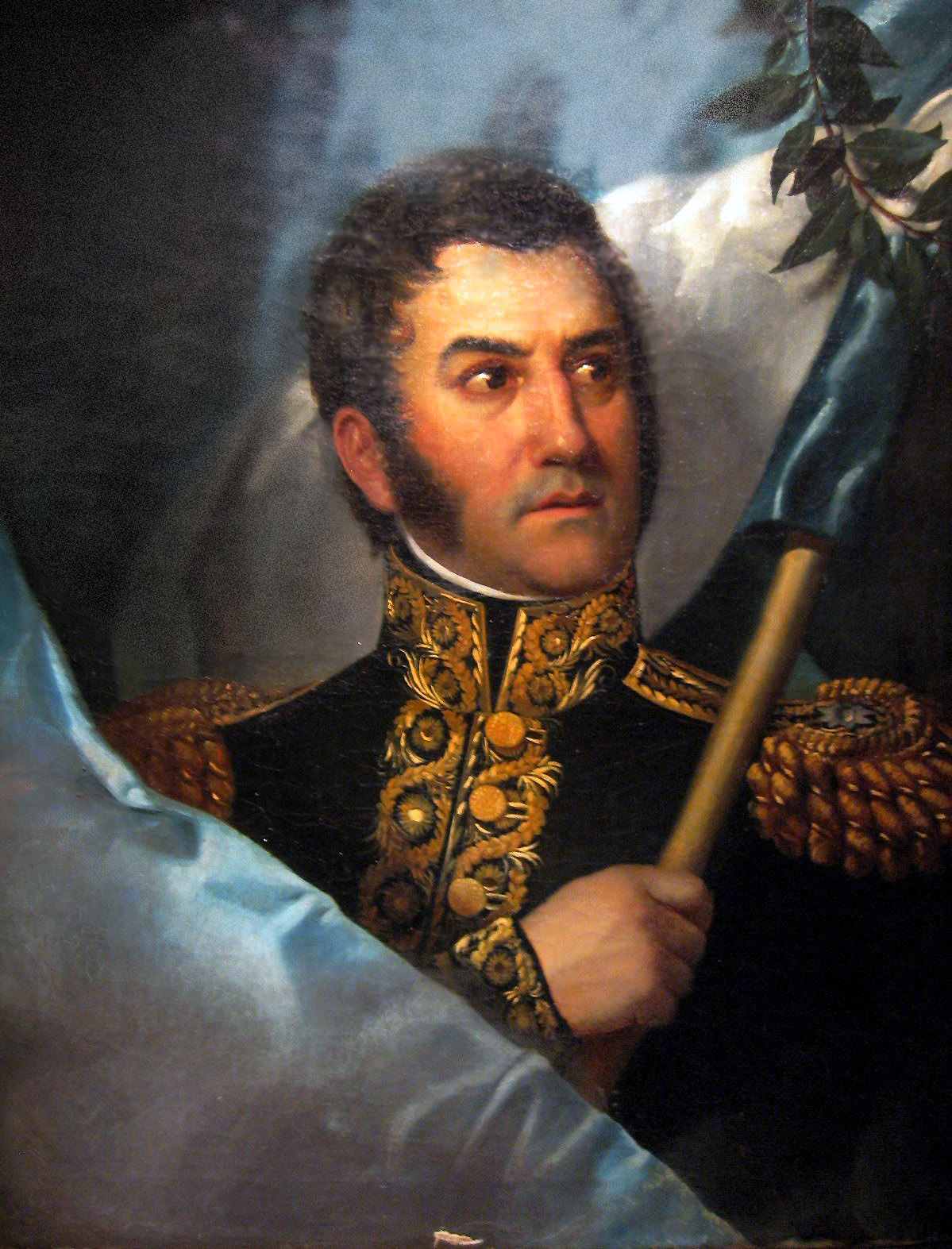
José de San Martín, denominado Padre de la patria en Argentina; libertador de Argentina, Chile y Perú. Padre de la patria es un término usado para describir a un líder político, fundador de la nación, cuyo heroísmo y autoridad moral hacen de él una fuente de inspiración. Su imagen aparece en los billetes pues es elevada a la categoría de símbolo nacional.

En el Código napoleónico (base de los códigos civiles y los sistemas jurídicos actuales de la mayoría de los países europeos y americanos) las mujeres volvieron a quedar bajo la patria potestad del marido perdiendo los derechos que habían ganado durante la revolución francesa. Este código sostenía que el padre ejercía su autoridad sobre la persona de su hijo, administrando sus bienes, dirigiéndolo, vigilándolo, corrigiéndolo (incluso tenía el derecho de enviarlo a prisión), eligiendo su lugar de residencia, controlando sus amistades, su correspondencia y educándolo. El derecho de castigo corporal se atribuía exclusivamente al padre, único que ejercía la autoridad.
El código napoleónico acentuaba el aspecto voluntario de la filiación, el reconocimiento del hijo era un derecho discrecional del padre independientemente de todo consentimiento de la madre y de ningún control sobre su veracidad. Los hijos producto del adulterio materno carecían de legitimidad y de filiación.
Hegel describía a la familia como una de las estructuras básicas de la sociedad que descansa sobre la institución del matrimonio monogámico que une por consentimiento a un varón y una mujer: el marido se enfrenta al mundo externo o sobre sí mismo y la mujer, convertida en madre, goza de una auténtica libertad dentro del seno del hogar.
En un momento en que la figura de la madre y la maternidad tomaban jerarquía aparecía la idea de que el padre debía separar a la madre de su hijo para permitir su independencia.
Para muchos, como decía Johann Jakob Bachofen, cualquier movimiento de emancipación de las mujeres constituía una amenaza para el porvenir del género humano. Algunos autores, que a partir de Lewis Henry Morgan creían en la existencia de un matriarcado anterior que podría retornar, estaban preocupados por el porvenir de la familia y la decadencia de la autoridad paterna. Además de los ya citados, figuras como Friedrich Engels, Johann Jakob Bachofen, Louis de Bonald o Hippolyte Taine.

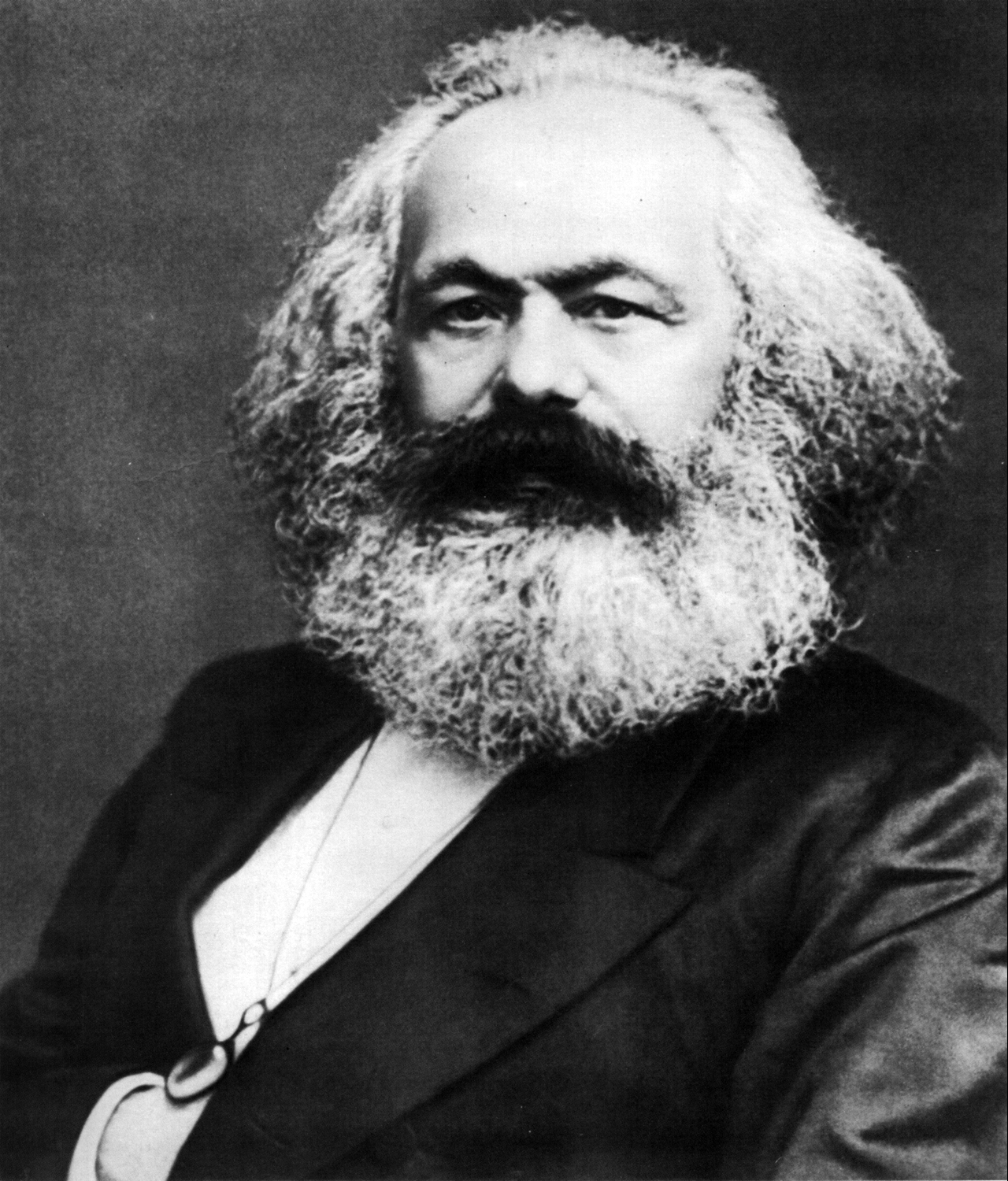
Karl Marx considerado el padre del marxismo, el socialismo científico y el comunismo moderno. La paternidad es un concepto que también define al fundador de una disciplina o sistema.

Tanto que en 1870 el sociólogo francés Frédéric le Play, preocupado porque la evolución social llevaba a la disolución de la familia y la decadencia del padre intentó concebir un programa de preservación de la familia tradicional.
En esa época, la familia moderna o familia conyugal nuclear o restringida, contracción de la familia extendida anterior, apareció con un modelo fundado en el amor romántico de la pareja.
En 1892 Émile Durkheim definía la familia moderna limitada al padre, la madre y los hijos, familia nuclear producto de la contracción de la familia de la antigua organización patriarcal.
Durante el siglo XIX declinó el poder divino del padre, el centro de gravedad dentro de la familia se desplazó y apareció la figura de la madre y la maternidad.
Se incitaba a las madres a amamantar a sus hijos y a no dejarlos con nodrizas. La familia como célula básica de la sociedad comenzaba a tomar conciencia de sus deberes de amor y educación en torno a los niños.
El matrimonio burgués se asociaba al amor romántico, al sentimiento amoroso entre los cónyuges y hacia sus hijos y aparecía en la época victoriana la prohibición del placer sexual fuera del matrimonio no solo para la mujer sino también para el varón.
El padre doméstico sucedió al héroe guerrero de la época feudal. El padre convirtió el poder que había perdido en el escenario de las batallas y la caballería a la vida económica y privada. El eje del consenso normativo de la tradición moderna en torno a la paternidad era la obligación paternal de protección y seguridad económica de las mujeres y los niños.
Este arreglo histórico produjo una división de la participación de las mujeres y los varones en la procreación y en la responsabilidad de educar al niño, esquemas que se reproducen de generación en generación a través de la separación organizada de la parentalidad entre la mujer que sería la proveedora de los cuidados maternos y el padre proveedor de la manutención económica, dueño de la autoridad para poner los límites al niños y responsable de separar a la madre incestuosa del niño.
La imagen del padre padrone era la del amo de su domesticidad en cuanto ponía límites a su mujer y sus hijos. El orden familiar burgués se apoyaba en la autoridad del marido, la subordinación de las mujeres y la dependencia de los niños. Pero el padre, Jefe de familia, veía cada vez más limitados su privilegios. Ahora tenía obligaciones morales y si no las respetaba el Estado podía suplantarlo. La paternidad prolongaba su función autoritaria pero del padre dominador subsistía solo la noción de la autoridad, el respeto y la distancia, mientras que el vínculo con la madre se convirtió en ternura.
El modelo burgués fue el del padre confinado al territorio privado de su casa. La Iglesia perdió parte de sus poderes en beneficio del Estado. El padre-padrone asimiló vida privada y vida laboral, amo solo en su domesticidad dentro de su casa. Al salir el padre a trabajar fuera de su casa apareció la disociación entre la vida familiar, menos valorada, y la vida profesional, que le ofrecía la posibilidad de reconocimiento y ascenso social.
Se redujo el número de hijos. Este padre ya no reconocía a sus hijos extramatrimoniales dejándolos en la miseria junto a sus madres solteras, desresponsabilizándose de su paternidad.
El padre lo era siempre de los hijos nacidos dentro del matrimonio y si no estaba casado con la madre del niño no lo era a menos que él expresamente lo consintiera.

En Francia, recién en 1912 la ley permite declarar a un violador «padre» luego de un juicio, pero fuera de los casos de violación sigue prohibiendo reclamar la paternidad a un hombre que no la reconoce.

### Época postmoderna

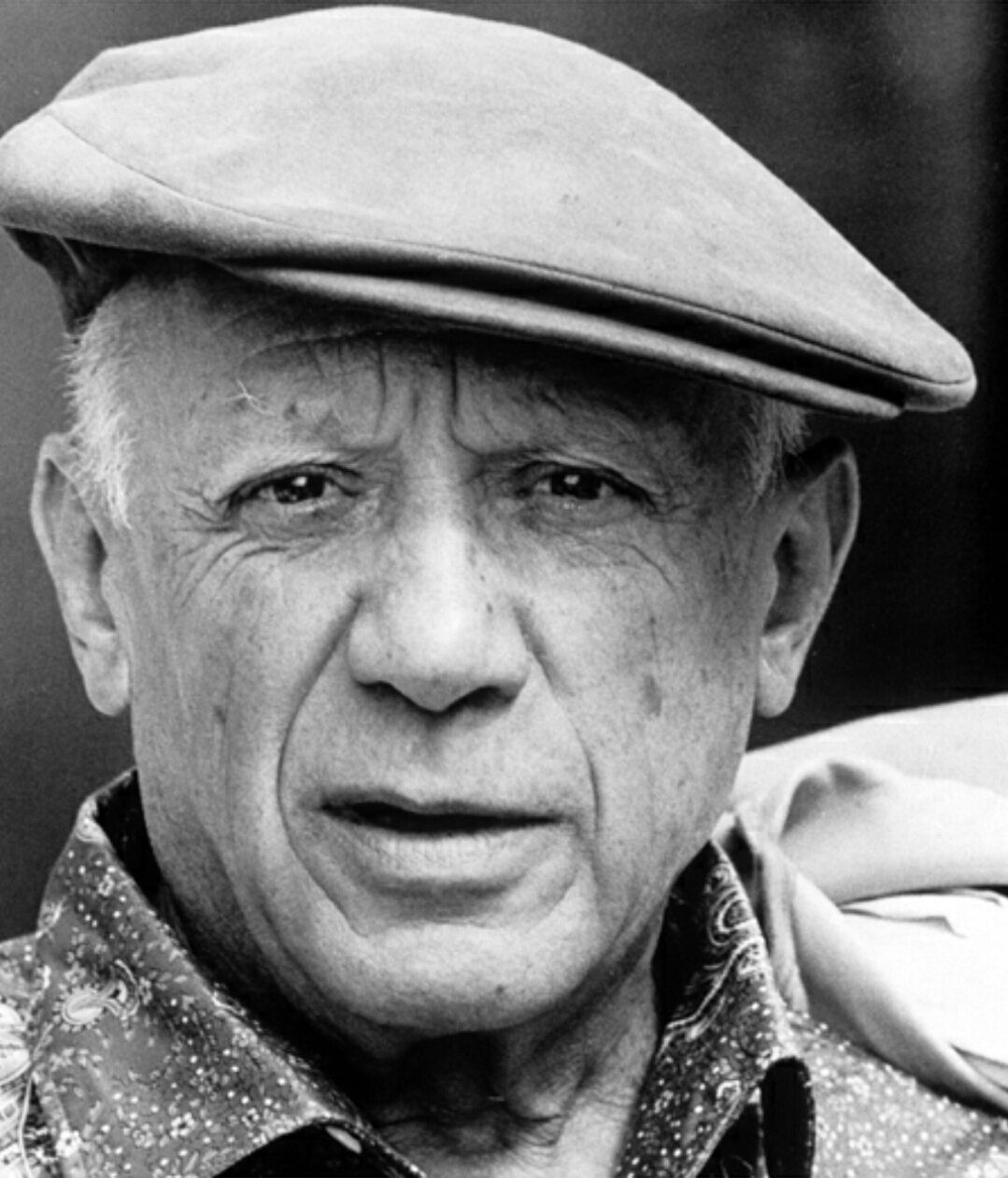
Pablo Picasso considerado el padre del cubismo.La paternidad es un concepto que sirve también para describir al creador de una escuela.

Durante el siglo XX la mujer dejó de ser considerada una menor sin derechos jurídicos, salió a trabajar fuera de casa, a estudiar y fue ganando responsabilidad en la educación de los hijos que apenas veían al padre.
Según la jurista especialista en bioética Marcela Iacub, en el siglo XX, a partir de la década de 1960, con la revolución sexual, el modelo tradicional de desigualdad complementaria en el matrimonio entre el marido y la mujer (ciudadanía política con derecho a voto, manejo del patrimonio familiar, preeminencia masculina en el dominio de la filiación) dejó lugar a leyes más equitativas.
Entonces apareció el modelo de filiación «natural» que identificó por primera vez padre con genitor. Los hijos «naturales» extramatrimoniales pasaron a tener los mismos derechos que los hijos «legítimos». La pareja procreadora se convirtió en la pareja parental dando lugar a un nuevo paradigma reproductivo. En este nuevo «orden reproductivo» la pareja parental reemplazó a la pareja matrimonial. El acto sexual procreativo se convirtió en la nueva referencia que estructuraba la filiación reemplazando el lugar que antes tenía el matrimonio.
Desde comienzos del cristianismo hasta el siglo XX la prioridad absoluta en Occidente en la definición de la filiación había sido la institución del matrimonio.
Si bien antes, para ser «hijo de», un niño debía nacer dentro del matrimonio - y los hijos ilegítimos no tenían acceso a ningún tipo de paternidad careciendo de filiación paterna mientras que los nacidos dentro del matrimonio la tenían aún desconociendo de quien fuera el esperma que había dado origen a esa vida -, a partir del siglo XX la filiación estaba dada por quien realizaba el acto reproductivo (coito).

El código napoleónico acentuaba el aspecto voluntario de la filiación mientras que algunas leyes del siglo XX conducían a una biologización de la maternidad, la paternidad y la filiación.

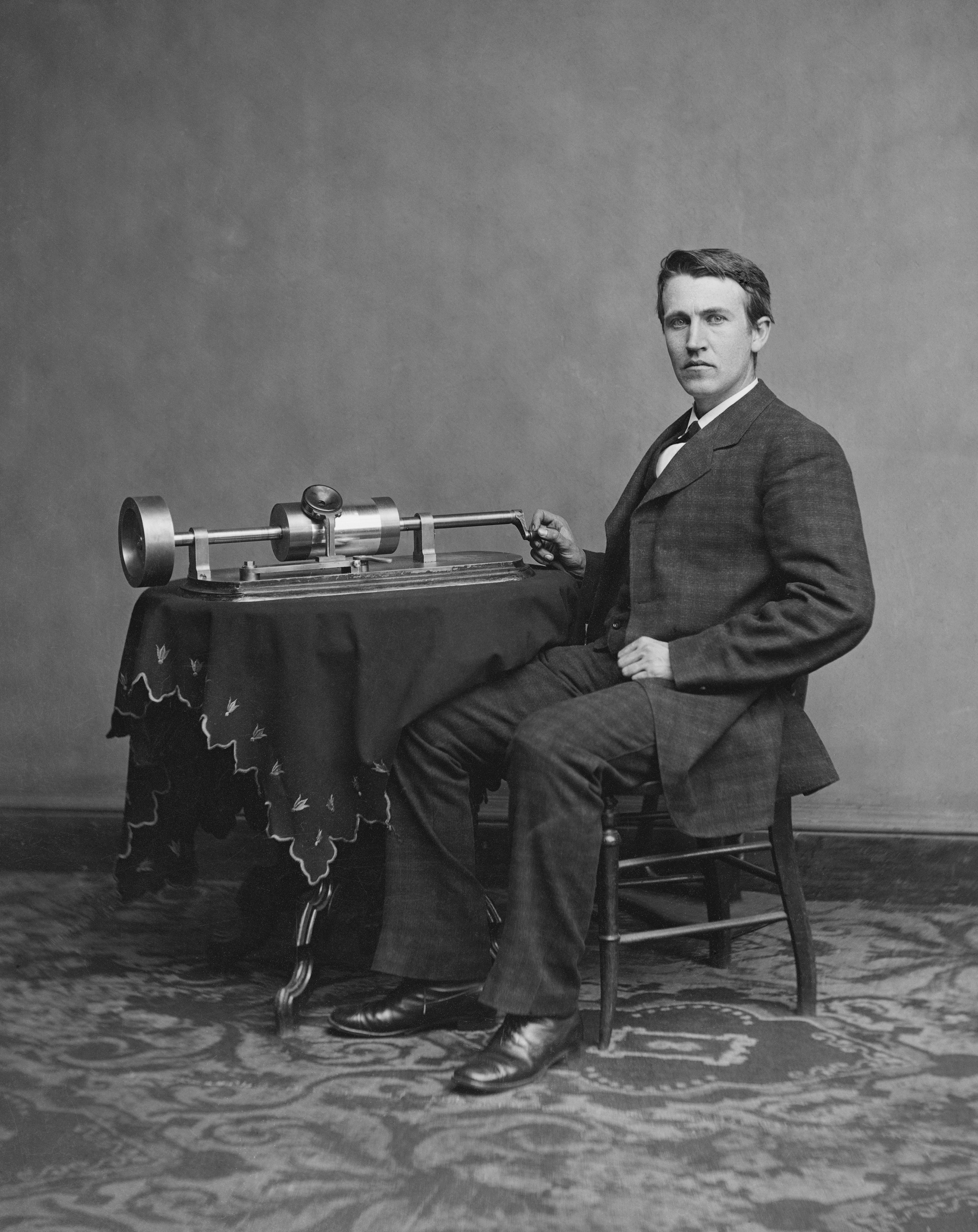
Thomas Alva Edison, padre del fonógrafo junto a uno. La paternidad es un concepto que sirve también para describir a un inventor.

Con la aparición de la píldora anticonceptiva se dio la revolución sexual que modificó profundamente las relaciones varón-mujer y padre-madre.
El Estado se ocupó por los problemas demográficos, el control de la natalidad y la salud pública. En la segunda mitad del siglo XX apareció la idea de que el niño necesita de un vínculo cercano con su padre para el desarrollo de su personalidad.
La psicología comenzó a ocuparse de asesorar a los padres sobre las formas de educar a sus hijos.
En los ’70 apareció la palabra parentalidad –parenthood- para definir indistintamente al padre o a la madre. El padre perdió la patria potestad exclusiva y comenzó a compartirla con la madre. La autoridad paterna se fragmentó.
El Estado asumió las antiguas funciones del padre, no solo se ocupaba de la educación y escolarización fuera del hogar sino que podía quitarle un niño al padre por maltrato o prostitución. Los maestros reemplazaron al padre en la enseñanza apareciendo la profesionalización de las funciones paternas en educadores, pedagogos, psicopedagogos, psicólogos, pediatras, puericultores, trabajadores sociales, sociólogos, antropólogos, psiquiatras y jueces.
Con la aparición de nuevos modos de parentalidad, familia reconstituida, familia monoparental, familia igualitaria, matrimonio entre personas del mismo sexo, homoparentalidades, se produjo una desacralización del matrimonio. El divorcio existió en todas las épocas históricas pero recién en el siglo XX apareció el concepto de familia reconstituida o recompuesta. Los niños podían ser educados en una casa en la cual convivían con hermanastros, madrastras o padrastros, o bajo la autoridad de dos padres o dos madres. Los antes llamados hijos bastardos pasaron a llamarse hijos naturales y adquirieron los mismos derechos. En los años ’70 apareció el concepto de familia monoparental. Recién en el siglo XX se abolió legalmente en los países occidentales (prevalece en los islámicos) el castigo corporal paterno, lo cual no significa que no siga presente.
Apareció la noción de coparentalidad, el varón ya no detentó en exclusividad la patria potestad sobre los hijos. Otra novedad fue el concepto de homoparentalidad y la discusión sobre si los homosexuales tienen derecho a la adopción de niños.
El nuevo modelo de paternidad generó un incremento en la contribución del tiempo
paterno dedicado al cuidado de los hijos, una mayor conciencia sobre el deseo por tener hijos y mayores expresiones de afecto y cercanía hacia éstos pero al mismo tiempo se produjo un relajamiento de las obligaciones de protección y seguridad económica que fueron el eje del consenso normativo de la tradición moderna en torno a la paternidad.
La Iglesia, preocupada por los cambios, también se actualizó en algunos temas pero nunca abandonó sus principios de oponerse al divorcio, al matrimonio igualitario entre parejas del mismo sexo, a la adopción de niños por parte de homosexuales, a las relaciones sexuales fuera del matrimonio, a las nuevas técnicas reproductivas, al uso de métodos anticonceptivos y especialmente al aborto.
Para la Iglesia el papel del varón sigue siendo el de revelar y revivir en la tierra la misma paternidad de Dios.
Su Santidad Juan Pablo II dijo:

El amor a la esposa madre y el amor a los hijos son para el hombre el camino natural para la comprensión y la realización de su paternidad. Sobre todo, donde las condiciones sociales y culturales inducen fácilmente al padre a un cierto desinterés respecto de la familia o bien a una presencia menor en la acción educativa, es necesario esforzarse para que se recupere socialmente la convicción de que el puesto y la función del padre en y por la familia son de una importancia única e insustituible. Como la experiencia enseña, la ausencia del padre provoca desequilibrios psicológicos y morales, además de dificultades notables en las relaciones familiares, como también, en circunstancias opuestas, la presencia opresiva del padre, especialmente donde todavía vige el fenómeno del "machismo", o sea, la superioridad abusiva de las prerrogativas masculinas que humillan a la mujer e inhiben el desarrollo de sanas relaciones familiares.
Revelando y reviviendo en la tierra la misma paternidad de Dios, el hombre está llamado a garantizar el desarrollo unitario de todos los miembros de la familia.

Por otra parte no faltan, sin embargo, signos de preocupante degradación de algunos valores fundamentales: una equivocada concepción teórica y práctica de la independencia de los cónyuges entre sí; las graves ambigüedades acerca de la relación de autoridad entre padres e hijos; las dificultades concretas que con frecuencia experimenta la familia en la transmisión de los valores; el número cada vez mayor de divorcios, la plaga del aborto, el recurso cada vez más frecuente a la esterilización, la instauración de una verdadera y propia mentalidad anticoncepcional.
La familia humana, disgregada por el pecado, queda reconstituida en su unidad por la fuerza redentora de la muerte y resurrección de Cristo. El matrimonio cristiano, partícipe de la eficacia salvífica de este acontecimiento, constituye el lugar natural dentro del cual se lleva a cabo la inserción de la persona humana en la gran familia de la Iglesia

En un momento histórico en que la familia es objeto de muchas fuerzas que tratan de destruirla o deformarla, la Iglesia, consciente de que el bien de la sociedad y de sí misma está profundamente vinculado al bien de la familia, siente de manera más viva y acuciante su misión de proclamar a todos el designio de Dios sobre el matrimonio y la familia, asegurando su plena vitalidad, así como su promoción humana y cristiana, contribuyendo de este modo a la renovación de la sociedad y del mismo Pueblo de Dios

### Época contemporánea
El padre genético dejó de ser incierto a partir de los adelantos de la genética a fines del siglo XX, cuando los análisis permitieron confirmar la paternidad genética. Entonces se confirmó la separación radical entre la nominación y el engendramiento. La paternidad se escindió entre un productor de semen y la función nominativa por el otro. Se diferenciaron el padre genético, el padre biológico, el padre social, el genitor y la función paterna.[cita requerida]
En el siglo XXI las nuevas técnicas reproductivas de reproducción asistida trajeron grandes cambios en los modelos de familia y de paternidad al hacer una nueva diferenciación entre los orígenes genéticos y la gestación.[cita requerida]
La visión naturalista de la procreación del siglo XX instituía la diferencia sexual como un hecho de la naturaleza que la ley se limitaría a registrar: la maternidad estaría definida por el alumbramiento y la paternidad por el consentimiento. Esta visión entraría en contradicción con las circunstancias actuales del siglo XXI en las que la sexualidad se separó de la reproducción, a partir de los anticonceptivos y, en que la reproducción ya no es el resultado necesario de una relación sexual, a partir de las nuevas técnicas reproductivas.
Al estar cuestionadas las formas tradicionales de reproducción, de familia, de pareja y de orden sexual, también se cuestionó la parentalidad misma y por ende la paternidad.
Si la simple constatación de la transmisión de los genes nunca fue suficiente para identificar a un padre ahora menos que nunca. El padre genético puede ser el donante anónimo de esperma pero el padre del bebé, el que designa la ley, el que ejercerá la paternidad será el esposo de la mujer que haya concebido de esa manera. Esto abrió nuevas posibilidades: las parejas homosexuales, tanto varones como mujeres, accedieron a estos métodos para tener descendencia. También las mujeres solteras, homo y heterosexuales comenzaron a inseminarse artificialmente. Ser madre soltera o hijo de madre soltera dejó de ser un estigma o una vergüenza. Las familias monoparentales existieron siempre pero en el siglo XXI se reivindican con plenos derechos.[cita requerida]
En el siglo XXI nos encontramos con familias pluriparentales, multiparentales, co-parentales, biparentales, monoparentales, homoparentales, etc.
Según la doctora Rosa Jaitin:

El primer problema es que los polos de las funciones parentales contemporáneas se han multiplicado en lo que concierne al polo genético y al de gestación. La sexuación de las funciones parentales requiere, entonces, hacer una diferencia entre los orígenes genéticos (diferentes gametas, procedencia de los óvulos y los espermatozoides) y de gestación. Así, por ejemplo, el dador de genes puede ser diferente de la gestadora. La madre puede portar sus propios óvulos o los de otra mujer, los de su pareja o los de otro hombre. Esto significa que la gestación no sería la resultante de un acto sexual sino de la procreación asistida.

Hasta no hace mucho los padres de familias numerosas daban sus hijos para criar a los tíos u otros miembros de la familia. En sociedades actuales como la de los Na en China, los hermanos son los que tienen a su cargo la crianza de los hijos, mientras que la genitura es exterior. Es decir, la concepción está disociada de la educación. El vínculo fraterno regido por la prohibición del incesto cumple una función parental.

No es más cierto que la madre sea irremplazable. Vemos que el padre u otros personajes maternales también pueden ser adecuados. La evidencia de la maternidad no se opone más opuesta a la incertidumbre de la paternidad. Ésta puede probarse por el ADN mientras que la maternidad hoy puede ser clivada entre tres personas o funciones (genética, gestativa o educativa).
No pocos psicoanalistas coinciden en que este tipo de clivajes no da como resultado necesario niños con problemas psicopatológicos. Los problemas que aparecen están frecuentemente en relación más con malos funcionamientos de la pareja que con problemas filiativos.

Según el doctor Pablo Roberto Ceccarelli:

Las últimas décadas han sido marcadas, sobre todo en Occidente, por profundos cambios de valores, comportamientos e identidades. Como ejemplo podemos nombrar las modificaciones en las condiciones de la procreación (procreación artificial, donante de esperma anónimo, vientre en alquiler, embriones congelados); los cambios en las formas de paternidad y de crianza de los hijos (alteraciones en el sistema de atribución del apellido, padres adoptivos, padres artificiales, monopaternidad, homopaternidad); las demandas de modificación de sexo (transexualismo); las nuevas prácticas sexuales (sexo por internet); y los límites impuestos a la sexualidad (por el surgimiento del sida). Sin embargo, estas transformaciones no son en su esencia un fenómeno completamente nuevo. Pudieran, tal vez, ser consideradas como «reorganizaciones» colectivas.

Estamos asistiendo a la continuidad de un proceso de cambios cuyos orígenes se remontan al siglo XVIII con la Revolución industrial. Este proceso se acentuó después de la Primera Guerra Mundial cuando, al regresar los combatientes del campo de batalla, encontraron a sus esposas perfectamente adaptadas a trabajar fuera de casa y decididas a no renunciar a esa conquista. En la década siguiente, conocida como «los años locos», con el apoyo de los movimientos feministas, se consolidó esta situación, exacerbando el debate ya iniciado en el siglo XIX sobre el lugar de los hombres y de las mujeres en la reproducción y en las relaciones sociales y laborales, entre otros aspectos. De tales movimientos resultó una nueva organización socio-político-económica que llevó, entre muchos otros temas, a una discusión completamente nueva respecto a la sexualidad, particularmente en relación a los «peligros» de separar sexualidad y reproducción.

Las reacciones a este «nuevo orden» fueron inmediatas: se habló del fin de la familia, de la decadencia de las costumbres y de la moral. Una mujer que trabajaba y que tenía acceso a la pildora anticonceptiva estaba más expuesta a las tentaciones de las relaciones extramatrimoniales; se pronosticaban problemas psíquicos terribles para los hijos de padres separados; la presencia menos efectiva de la figura paterna llevaría indudablemente a dificultades particulares en el sujeto, y así en adelante.

Sin embargo, cuando ahora, a inicios del siglo XXI, miramos para atrás y reevaluamos los temores de las décadas precedentes constatamos que nada dramático sucedió: las familias continúan componiéndose y descomponiéndose; los hijos de familias de padres separados están bien, en algunos casos mejor que aquellos cuyos padres no se separaron; pero las manifestaciones de una sexualidad que va más allá de las reglas fueron tratadas en forma prejuiciosa, el asunto del abordaje continúa siendo problemático.

Si tomamos a la familia tradicional, basada en el «poder paterno», como referencia de normalidad y portadora de las condiciones ideales de la organización psíquica, cualquier forma de paternidad que escape a ese modelo traería consigo perturbaciones psicosexuales.
Sin embargo, no fue necesario esperar al psicoanálisis para saber lo lejos que está la familia tradicional de ser un modelo ideal. La práctica clínica es el mejor testigo de las fallas y equivocaciones en las relaciones familiares.

La CEPAL también expresó su preocupación por la cantidad de padres que no se hacen cargo económico de sus hijos, sea porque no los reconocen, porque se han divorciado y no cumplen con la cuota alimentaria o sea porque conviven con sus hijos pero no aportan económicamente y el hogar es mantenido por la esposa.
Los estudios realizados por la CEPAL en 2001 mostraron que los varones tienden a no utilizar métodos anticonceptivos y a restringir su uso por parte de las mujeres, se involucran en múltiples experiencias sexuales pero desconocen su responsabilidad en los embarazos no deseados - los cuales quedan a cargo exclusivamente de las mujeres, en su mayoría adolescentes - y evaden su participación durante los distintos momentos del nacimiento y la crianza de los hijos. A pesar de que actualmente se subraya el componente afectivo de cercanía de los hombres con sus hijos y se cuestionan los patrones de relación paterna basados en el ejercicio violento del poder y de la autoridad, éstos modelos continúan muy presentes en nuestras sociedades.
Según el informe de la CEPAL:

Es preciso subrayar que el reconocimiento de los hijos incrementa la probabilidad de que los padres asuman la paternidad de manera responsable.
Este acuerdo de filiación puede conducir a una responsabilidad paterna más firme respecto de asegurar calidad en los cuidados y educación conforme a las nuevas representaciones de las necesidades de los hijos.
Entre los enfoques enriquecedores de las nuevas definiciones de paternidad se cuentan los vinculados a la dimensión doméstica del cuidado y la crianza de los hijos(as). Estos aportes derivados de la perspectiva de género han contribuido a visualizar la esfera de la organización doméstica como un ámbito de producción y reproducción de inequidades y desigualdades de género, en el cual los hombres participan poco y en condiciones de control y jerarquía sobre las mujeres.
Este aspecto de la división sexual del trabajo y la dinámica doméstica de la vida cotidiana se revela como un ámbito en el que es necesario ampliar la participación masculina en las tareas domésticas como una forma de flexibilizar los roles de mujeres y hombres, al tiempo que se favorecen formas más equitativas de organización doméstica.
En este campo, la paternidad responsable hace referencia a las contribuciones de tiempo que los hombres pueden aportar para la reproducción y sostenimiento emocional del núcleo familiar. Con este factor se introduce una dimensión cualitativa referida a la dinámica familiar que permite visualizar los aportes no monetarios que los hombres pueden hacer en la crianza de los niños(as), así como las contribuciones a los nuevos modelos de crianza de los hijos(as).
Merced a estos enfoques, el nuevo concepto de responsabilidad paterna ha agregado a las consabidas responsabilidades económicas, las relativas al comportamiento sexual y reproductivo masculino, así como aquellas derivadas de un reparto más equitativo en la proveeduría del cuidado para la satisfacción de las necesidades básicas y afectivas de los niños(as).

Sin embargo, la preferencia por el apellido paterno - el patronímico entre los griegos y romanos, se decía del nombre que, derivado del perteneciente al padre u otro antecesor, y aplicado al hijo u otro descendiente, denotaba en estos la calidad de tales, proveniente del latín patronymĭcus, y este del griego πατρωνυμικός, que denota la calidad de descendiente - en detrimento del apellido materno o seguido del apellido materno sigue siendo universal en el derecho contemporáneo.
Sigue siendo obligatorio llevar el apellido paterno incluso en los países en los cuales se acepta el apellido materno también o cuando se puede elegir llevar primero el apellido materno. 

En algunas legislaciones (como la francesa) el padre legítimo (casado con la madre) tiene más derechos que el padre natural (no casado aunque haya reconocido a su hijo). En otras (como la argentina) todos los padres que han reconocido a sus hijos tienen los mismos derechos sobre ellos. Algunas legislaciones otorgan al padre el derecho de reclamar una pensión alimentaria al hijo durante su vejez incluso habiendo incumplido su obligación alimentaria previa y sin que su hijo haya sido nunca mantenido por él.
El reconocimiento del hijo continúa siendo un derecho discrecional del padre en muchos países, incluso en los que la ley protege a los niños nacidos fuera del matrimonio, como por ejemplo Argentina, en donde un padre puede reconocer un hijo de madre soltera independientemente del consentimiento de la madre y sin necesidad de demostrar su paternidad. La madre solo puede realizar un juicio para quitarle el apellido si demuestra que ese varón no es el padre biológico de ese niño. En muchos países si la madre estuviera casada y el niño fuera fruto de una relación extramatrimonial ella tendría que realizar un juicio para demostrar que su esposo no es el padre biológico del niño. En esos casos corresponde al juez decidir quien ejerce la paternidad del niño independientemente de la realidad genética.
La paternidad continúa siendo efecto de la ley ya que se establece por el solo hecho de que la esposa tenga un hijo. Todo niño nacido dentro de un matrimonio es considerado legalmente hijo del esposo y si este no fuera el caso es necesario realizar un juicio para modificar su filiación. El vínculo progenitor-paternidad continúa siendo, en el siglo XXI, una cuestión de fe o de creencia, ya que las pruebas de paternidad se realizan en muy poquísimos casos y únicamente cuando hay una disputa por filiación.
Según el informe de la CEPAL las impugnaciones de la paternidad son los problemas de más frecuente presentación en los juzgados con jurisdicción de familia.
Según la CEPAL las transformaciones en la concepción de la paternidad se relacionan con distintos factores, entre los que cabe mencionar:
- los cambios en la dinámica sociodemográfica de la población y su relación con el tamaño y composición de las familias,

- las transformaciones en los papeles sociales de las mujeres, dentro y fuera de la familia;

- las tendencias hacia la individualización de los derechos, que originan nuevas demandas públicas y nuevos sujetos sociales, como en el caso de los derechos de las mujeres, de la infancia, de las personas de la “tercera edad” y de aquellos con habilidades diferentes, y

- los cambios en las formas de abordaje de la familia, que evidencian la necesidad de desarrollar nuevas definiciones normativas entre los sujetos, las familias y el Estado

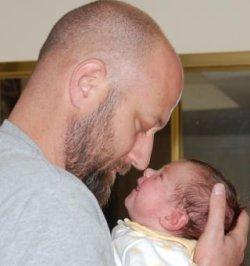
Padre con su hija

Pero en el siglo XXI la tendencia apuesta a que los hombres creen un vínculo con sus hijos desde el nacimiento y participen activamente en su crianza concibiendo el proceso de parentalidad sobre la base de roles compartidos. Los atributos tradicionalmente considerados femeninos como la ternura, la afectuosidad, la sensibilidad, la vulnerabilidad, los cuidados corporales, la escucha y la presencia pueden aplicarse también a la paternidad sin que por eso se vea cuestionada la masculinidad. Un padre de hoy día puede cambiar pañales sin que se lo considere menos viril.
Dice el licenciado Sergio Sinay:

La descripción del padre se centra todavía hoy en la imagen del hombre que funda una familia, le da un apellido y una ubicación social, la mantiene económicamente, dicta las normas internas y la protege en lo material. Se dice a menudo que esa definición de padre ya no corresponde a la realidad, que las nuevas generaciones han modificado ese papel, que lo han ensanchado y enriquecido, que hoy el padre y la madre tiene y ejercen roles igualitarios. Creo que esa opinión es bien intencionada, es voluntarista, y es, acaso, triunfalista. Pero dudo de que refleje toda la realidad. Creo que habitamos aún una sociedad machista o, mejor, sexista.

Como el sexismo no está bien visto y nos es políticamente correcto resulta preciso y tranquilizador adecuar el discurso a los tiempos. Es más fácil, más rápido y menos arriesgado cambiar un discurso que transformar la realidad. Consecuencia: lo que se dice pública y socialmente de la paternidad, las imágenes que divulga la publicidad, los medios, el espectáculo, la tevé a través de sus comedias, los políticos, muchos comunicadores, los opinólogos, etc, nos hablan de un padre moderno, diferente, presente y partícipe. ¿Es así?

Al ser producto de un modelo masculino que relega, desprecia o mutila nuestro ser sensible, afectivo y emocional, los hombres sufrimos un doloroso proceso de desintegración. La presencia de la paternidad es una poderosa herramienta de reparación.

En la actualidad se dan no solamente licencias por maternidad sino también licencias por paternidad ante el nacimiento o la adopción de un hijo en muchos países de Occidente para colaborar en el fortalecimiento del vínculo paterno-filial.

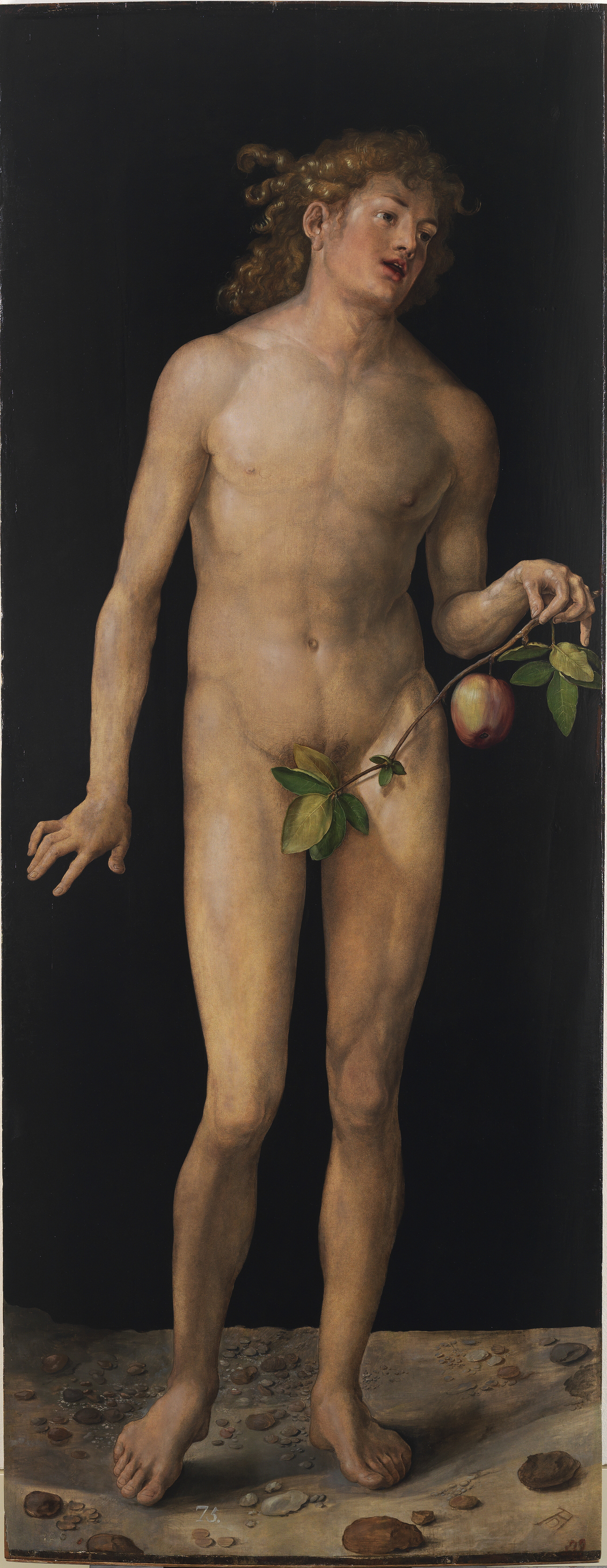
Adán, según las sagradas escrituras judías, cristianas y musulmanas es el primer humano y padre de todos los humanos. El Adán cromosomal-Y correspondería a un único antepasado masculino, varón y africano del cual convergería el ADN del cromosoma Y de toda la población actual de Homo sapiens (seres humanos).

Licencias por paternidad en el mundo:
•	Suecia fue el primer país que reglamentó la licencia por paternidad en el año 1974 otorgada durante 480 días (dieciséis meses) pagos.
•	 Alemania, licencia por paternidad de catorce meses pagos.
•	 Noruega, licencia por paternidad desde 1976. Los padres pueden tomarse 6 semanas con posibilidad de ampliarlas. Ambos padres pueden elegir cómo dividirse la licencia, que es de 44 semanas con el total del sueldo o de 54 semanas con el 80% del salario, ambos padres pueden tomarse un año sin sueldo.
•	 Finlandia, licencia por paternidad desde 1976
•	España, licencia por paternidad de treinta días.
•	 Inglaterra, licencia por paternidad de seis meses pagos.
•	 Canadá, licencia por paternidad de treintaycinco semanas.
•	Estados Unidos, en cada Estado y en cada compañía se reglamenta de una manera diferente pero en líneas generales corresponden quince días.
•	 Venezuela, licencia por paternidad desde 2007 de catorce días corridos.
•	Ecuador, licencia por paternidad desde 2009 de quince días.
•	Brasil, licencia por paternidad desde 2009 de cinco días.
•	Chile, licencia por paternidad desde 2009 de cinco días.
•       Costa Rica, licencia por paternidad desde 2014 de cinco días.
•	 Paraguay, licencia por paternidad de dos semanas.
•	 Argentina, licencia por paternidad de dos días pero existen un proyectos de alargarlo, uno a cinco días y otro a treintaycinco.
•	 Colombia, licencia por paternidad desde 2003 de ocho días.
•	 Uruguay, licencia por paternidad de dos días
•	 Perú, licencia por paternidad de cuatro días
•	 Uganda, licencia por paternidad de dos días

## Padre soltero
Un padre soltero es un hombre que tiene la responsabilidad de criar a uno o más hijos sin la presencia de una pareja o cónyuge. Esto puede deberse a diversas razones, como la soltería, el divorcio, la viudez, o la decisión de ser padre soltero a través de la adopción o la reproducción asistida. Los padres solteros hombres enfrentan desafíos únicos en la crianza de sus hijos, pero también pueden experimentar una profunda satisfacción y conexión con sus hijos.
En México, la paternidad autónoma es una realidad creciente, y existen opciones como la adopción y la gestación subrogada para que los hombres solteros puedan formar una familia. La figura del padre soltero hombre es cada vez más visible y reconocida como una forma legítima y valiosa de organizar la vida familiar.